# Wąsosz (gromada w powiecie grajewskim)
Wąsosz – dawna gromada, czyli najmniejsza jednostka podziału terytorialnego Polskiej Rzeczypospolitej Ludowej w latach 1954–1972.
Gromady, z gromadzkimi radami narodowymi (GRN) jako organami władzy najniższego stopnia na wsi, funkcjonowały od reformy reorganizującej administrację wiejską przeprowadzonej jesienią 1954 do momentu ich zniesienia z dniem 1 stycznia 1973, tym samym wypierając organizację gminną w latach 1954–1972.
Gromadę Wąsosz z siedzibą GRN w Radziłowie utworzono – jako jedną z 8759 gromad – w powiecie grajewskim w woj. białostockim, na mocy uchwały nr 15/V WRN w Białymstoku z dnia 4 października 1954. W skład jednostki weszły obszary dotychczasowych gromad Wąsosz i Komosewo ze zniesionej gminy Wąsosz oraz Łempice, Koniecki Małe, Koniecki Roztroszewo, Sokoły i Obrytki ze zniesionej gminy Szczuczyn w tymże powiecie. Dla gromady ustalono 24 członków gromadzkiej rady narodowej.
31 grudnia 1959 do gromady Wąsosz przyłączono wieś Bukowo oraz obszar lasów państwowych N-ctwa Grajewo obejmujący oddziały 177—181 o ogólnej powierzchni 403,80 ha ze znoszonej gromady Żebry oraz wsie Bagienice, Zalesie i Kudłaczewo ze zniesionej gromady Sulewo-Kownaty.
1 stycznia 1969 do gromady Wąsosz przyłączono wieś Żebry ze zniesionej gromady Czerwonki, wsie Modzele i Ławsk ze zniesionej gromady Ławsk oraz wieś Kędzierowo ze zniesionej gromady Niećkowo; z gromady Wąsosz wyłączono natomiast wsie Koniecki Małe, Koniecki-Roztroszewo, Obrytki i Sokoły włączając je do gromady Szczuczyn oraz wsie Kudłaczewo i Zalesie włączając je do gromady Białaszewo.
Gromada przetrwała do końca 1972 roku, czyli do kolejnej reformy gminnej. Z dniem 1 stycznia 1973 roku reaktywowano gminę Wąsosz.